# Plateforme de protection des lanceurs d'alerte en Afrique
La Plateforme de Protection des Lanceurs d’Alerte en Afrique (PPLAAF) est une association loi de 1901 créée en 2017 à Dakar dans le but de protéger et de soutenir juridiquement les lanceurs d'alerte africains. PPLAAF dispose de bureaux à Paris, Dakar («La Maison de l’Alerte») et Johannesburg.
Depuis 2017, PPLAAF a accompagné les lanceurs d'alerte à l'origine de pluiseurs révélations:  Congo Hold-Up en République Démocratique du Congo, State Capture en Afrique du Sud et les Luanda Leaks impliquant Isabel Dos Santos en Angola.

## Administration
La Plateforme de Protection des Lanceurs d'Alerte en Afrique est gérée par un Conseil d'administration composé de six membres : l’avocat français William Bourdon, la journaliste Khadija_Sharife (en), Alioune Tine, défenseur des droits humains en Afrique de l’Ouest, l’écrivaine Jihan El-Tahri, et Pierre Sané, Président du think-tank « Imagine Africa Institute », ancien Secrétaire général d’Amnesty International et sous-directeur général de l’UNESCO pour les sciences sociales et humaines.

## Révélations de lanceurs d'alerte

### Le State Capture en Afrique du Sud
PPLAAF a représenté les  lanceurs d'alerte Bianca Goodson, Mosilo Mothepu et Athol Williams  au sein des affaires de State Capture dans laquelle l’ex-président Sud-africain Jacob Zuma était accusé de pillage des entreprises et des institutions nationales dans l’affaire Public Investment Corporation, gestionnaire du plus important fonds de pension en Afrique accusé de mauvaise gestion à la suite d'allégations de détournements de fonds dans l’affaire Ingonyama Trust relatif aux droits de propriété du roi des Zoulous.
PPLAAF leur a fourni des conseils juridiques et un soutien financier, les a assisté dans la préparation de leurs témoignages, a évalué les risques encourus et a relaté leurs cas dans les médias nationaux et internationaux.
Les soupçons relatifs à la captation d’État en Afrique du Sud ont débuté lorsque des rumeurs commençaient à s’ébruiter selon lesquelles, les frères Gupta, de puissants hommes d’affaires d’origine indienne, se permettaient de proposer des emplois ministériels en échanges de politiques à leur avantage. La proximité entre la famille Gupta et le Président de l’époque, Jacob Zuma venait confirmer cette éventualité. En 2016, ces doutes ont laissé place à une plainte déposée par un prêtre auprès du public protecteur qui publiera un rapport en novembre 2016. Ce rapport, qui recommandait la mise en place d’une commission d’investigation a conduit à l’établissement de la Commission d’enquête intitulée Commission Zondo. Dans ses rapports finaux, la Commission Zondo a souligné l’importance des lanceurs d’alerte et a proposé l’adoption de nouvelles mesures de protection des lanceurs d’alerte en Afrique du Sud.

### Les Lumumba Papers
En 2016, Jean Jacques Lumumba, petit-neveu de héros de l’indépendance Patrice Lumumba, a révélé au média belge Le Soir les transactions suspectes qu’effectuait la BGFIBank RDC. Les documents transmis par Lumumba sont appelés les Lumumba Papers. Parmi les transactions, des mouvements douteux sur le compte de la Commission électorale nationale indépendante (CENI) et l’envoi de 43 millions de dollars provenant de la Banque Centrale du Congo (BCC) à une société privée nommée EGAL, dont les actionnaires sont des proches de Joseph Kabila,,. Jean Jacques Lumumba a également révélé l’importation de Namibie vers la RDC d’animaux sauvages pour les intérêts privés du Président Kabila.
Depuis janvier 2017, PPLAAF travaille en étroite collaboration avec Jean Jacques Lumumba.

### Le Port de Banana
En 2017, les lanceurs d’alerte ayant suivi les négociations entre le gouvernement de la République Démocratique du Congo et l’exploitant portuaire Dubaï Port World concernant la construction à Banana du plus grand port en eau profonde de RDC, le Port de Banana ont contacté PPLAAF. Le contrat qui résultait de ces négociations prévoyait de créer une nouvelle société qui permettrait l’enrichissement personnel de plusieurs personnalités politiques, dont l’ancien Président Joseph Kabila,. L’ensemble des négociations de ce projet d’une valeur de plus d’un milliard de dollars serait entaché de corruption. 

### Le Fishrot Scandal
PPLAAF accompagne un des lanceurs d’alerte du Fishrot Scandal, Johannes Stefansson, ancien directeur des opérations de la société de pêche islandaise Samherji. Grâce à lui, Wikileaks avait dévoilé en 2019 les documents du Fishrot. Ceux-ci regroupaient des milliers de documents et de courriels échangés par des employés de l'une des plus grandes entreprises de l'industrie du poisson en Islande, Samherji, qui indiquaient que l'entreprise avait versé des centaines de millions de couronnes suédoises à des politiciens et à des fonctionnaires de haut rang en Namibie par l'intermédiaire de paradis fiscaux tels que Chypre et les îles Marshall dans le but d'acquérir les quotas de pêche convoités du pays.

### Les Luanda Leaks
PPLAAF a obtenu des documents portant sur la colossale fortune de la plus riche femme d’Afrique, Isabel Dos Santos. Les documents ont été partagés avec l’International Consortium of Investigative Journalists (ICIJ) et ont conduit en début d’année 2020 à la publication d’enquêtes menées par 36 médias internationaux, appelées les « Luanda Leaks ». Les Luanda Leaks révèlent comment la fille de l’ex-Président, Isabel Dos Santos, a eu recours à une multitude de sociétés et filiales pour détourner des millions de dollars à son profit,.

### Afriland First Bank CD et son affiliation avec Dan Gertler
En 2020, les lanceurs d’alerte Gradi Koko et Navy Malela, respectivement ancien chef de la division d’audit interne de l’unité et contrôleur chargé du département d’audit et informaticien de la filiale congolaise de Afriland First Bank, avaient transmis des documents à PPLAAF et à l'ONG Global Witness qui révélaient l’existence d'un réseau qui ressemblait à du blanchiment d’argent  permettant potentiellement à Dan Gertler, milliardaire israélien, de contourner les sanctions américaines émises à son encontre en décembre 2017,,. Ce stratagème lui aurait permis de transférer des millions de dollars à l’étranger et d’acquérir de nouveaux contrats miniers en RDC.
Gradi Koko et Navy Malela ont également été l’objet de représailles. Ils ont été condamnés à mort et sont depuis contraints de rester en exil. À la suite des publications, PPLAAF avait mené une campagne en République Démocratique du Congo aux côtés de la coalition “Le Congo n’est pas à vendre” afin de militer pour l’adoption de mesures de protection des lanceurs d'alerte concrètes. Cette campagne comprenait une campagne sur les réseaux sociaux et un appel à la réforme du secteur bancaire.

### Congo Hold-up
En collaboration avec le réseau European Investigative Collaborations (EIC) et Mediapart, PPLAAF a coordonné l’enquête Congo Hold Up. Le 19 novembre 2021, un consortium de médias et d’ONGs d’investigation a annoncé la publication de révélations appelées Congo Hold Up ,. Ces révélations, basées sur plus de 3,5 millions de documents bancaires obtenus par PPLAAF et Mediapart, relatent comment les intérêts privés de l’élite congolaise se sont emparés des richesses de l’État congolais. Des millions de dollars ont été détournés par les proches de Joseph Kabila grâce à un vaste système de corruption et de blanchiment d’argent installé au sein de la banque BGFIBank-RDC.
La publication des articles et des rapports s’est étalée sur trois semaines, apportant régulièrement de nouvelles révélations. Entre autres, les versements de plusieurs millions de dollars en provenance de la Banque centrale congolaise (BCC) et de la Commission électorale nationale indépendante (CENI), à des sociétés écrans appartenant à des proches de Joseph Kabila, congolais ou étrangers (notamment français ou belge) ; la corruption d’hommes politiques congolais par des hommes d’affaires chinois à hauteur de 40 millions de dollars dans le cadre du contrat sino-congolais « le Contrat du siècle », ; le financement, notamment grâce au Fonds Européen de Développement (FED), du mouvement libanais Hezbollah par l’envoi de ces fonds à un réseau de sociétés basées aux Émirats Arabes Unis,,; et la mise en place d’un réseau international de blanchiment d’argent dans lequel des sociétés congolaises faisaient transiter des millions de dollars vers des sociétés étrangères évitant ainsi un contrôle des fonds.  

## Financements
PPLAAF est financée par les Fondations Ford, Open Society (OSF) for West Africa (OSIWA) et for Southern Africa (OSISA), Heinrich Böll Stiftung (HBS), Luminate, National Endowment for Democracy (NED) et Paul & Bay.

## Partenaires
La Plateforme de Protection des Lanceurs d'Alerte en Afrique collabore avec le consortium international des journalistes d'investigation (ICIJ), la coalition Congo N’est Pas A Vendre (CNPAV), Volume Africa, UNIS – Réseau panafricain de lutte contre la corruption, l'Observatoire de la dépense publique (ODEP), l'ONG Resource Matters, Open Secrets, Democracy Works Foundation, Africtivistes, Afrewatch, Raid, Public Eye, Global Witness, European Investigative Consortium (EIC), Sherpa, Shadow World, Blueprint for Free Speech, les journalistes d'enquête « Organized Crime and Corruption Reporting Project », MédiaPart et Radio France Internationale (RFI).
PPLAAF collabore et est également partenaire du réseau international Whistleblowing International Network (WIN).

## Publications
- Les révélations sur Dan Gertler: en juillet 2020, PPLAAF a publié, en collaboration avec Global Witness, un rapport d’enquête intitulé « Des Sanctions, mine de rien » sur les schémas de blanchiment d’argent mis en place par Dan Gertler pour éviter les sanctions américaines.
- Le rapport «The capture and the restructuring of the south African revenue service»: ce rapport s’appuie sur les témoignages du lanceur d’alerte Athol Williams qui sont intervenus pour dénoncer la captation d’état en Afrique du Sud et a été publié le 24 mars 2021.
- Congo Hold Up : dans le cadre des investigations Congo Hold Up, PPLAAF a produit, en novembre 2021, un rapport sur l’entreprise congolaise EGAL, soupçonnée d’avoir été utilisée par les proches du gouvernement de l’époque pour détourner des millions de dollars de fonds publics.